# Kira Kira (singolo)
Kira Kira, spesso scritto KIRA☆KIRA☆ è un brano musicale della cantante giapponese j-pop Beni, pubblicato come quinto singolo estratto dall'album Bitter & Sweet il 4 novembre 2009. Il singolo è arrivato sino alla novantaquattresima posizione della classifica Oricon dei singoli più venduti in Giappone. Il brano è stato usato come sigla finale della trasmissione Futtonda, trasmessa da NTV.

## Tracce
CD Singolo UPCH-89065
1. KIRA☆KIRA☆
2. Zutto Futari de DJ HASEBE REMIX (ずっと二人で)
3. Koi Kogarete CLUB MIX (恋焦がれて)
4. KIRA☆KIRA☆ (Instrumental)

Durata totale: 17:31

## Classifiche
| Classifica (2009) | Posizione più alta |
| ----------------- | ------------------ |
| Giappone (Oricon) | 94                 |